# Lampertsbach (Ahr)
Der Lampertsbach (bis Alendorf auch Frömmelsbach genannt) ist ein etwa 9,5 km langer, westlicher und rechter Nebenfluss der Ahr im rheinland-pfälzischen Landkreis Vulkaneifel und im nordrhein-westfälischen Kreis Euskirchen.

## Geographie

### Verlauf
Der Lampertsbach entspringt in der Ahreifel als Frömmelsbach. Die Quelle liegt östlich von Esch in Rheinland-Pfalz auf etwa 539 m Höhe.
Von hier aus fließt der Bach in östlicher Richtung und passiert schon bald die Grenze nach Nordrhein-Westfalen. Er durchfließt das Naturschutzgebiet Lampertstal und Alendorfer Kalktriften mit Fuhrbach und Mackental im Gebiet der Gemeinde Blankenheim.

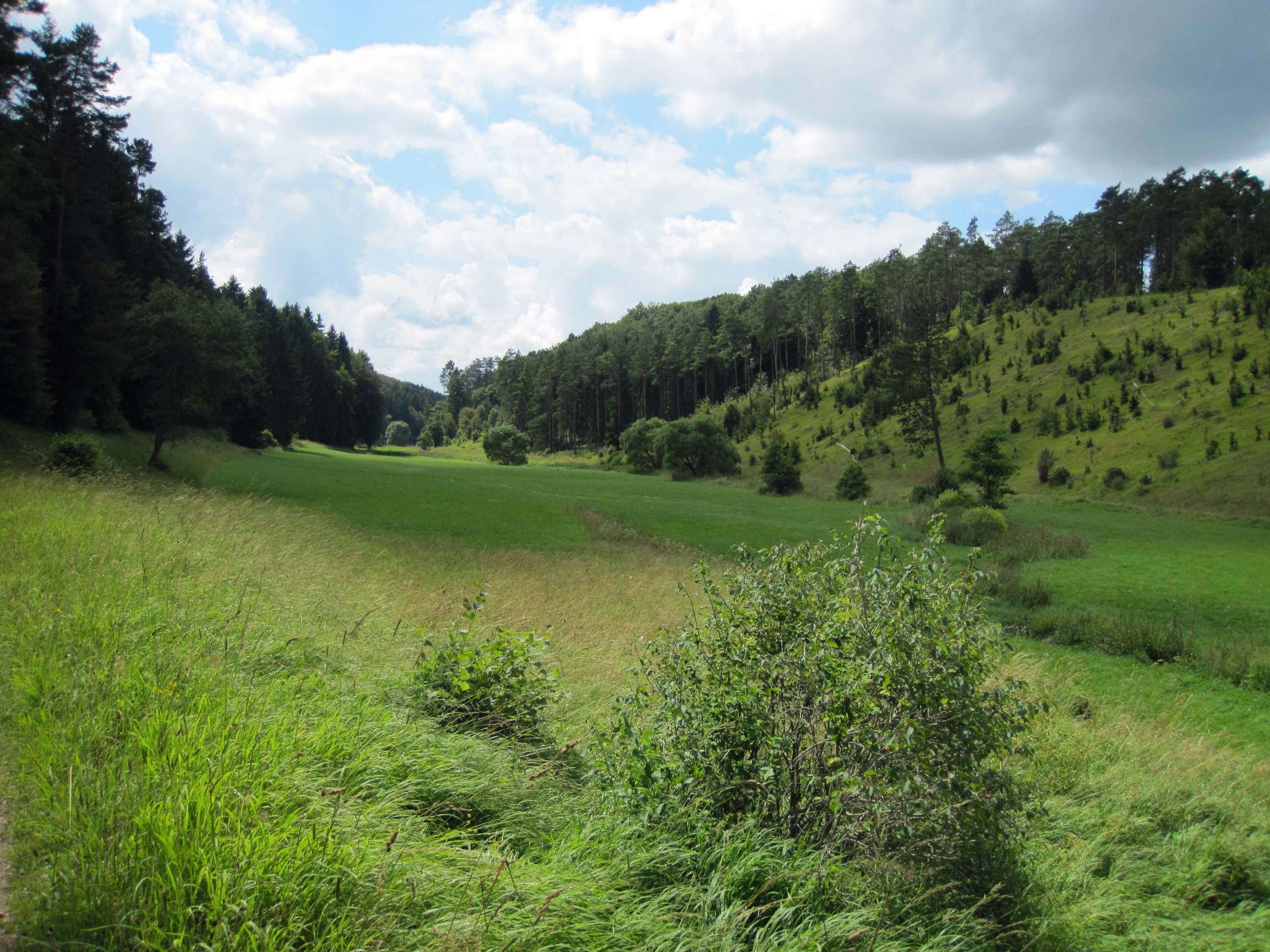
Lampertstal westlich der Mündung des Wierstaler Bachs

Ab der Mündung des Odenbachs (km 7,6) bei Alendorf, wo der Bach den Kalvarienberg (522,8 m) passiert, heißt er Lampertsbach. Als solcher fließt er nordöstlich durch das Lamperstal und mündet östlich von Hüngersdorf und nördlich von Dollendorf auf etwa 358 m Höhe in den dort von Nordwesten kommenden Rhein-Zufluss Ahr.
Der 9,48 km lange Lauf des Lampertsbachs endet ungefähr 181 Höhenmeter unterhalb seiner Quelle, er hat somit ein mittleres Sohlgefälle von etwa 19 ‰.

### Einzugsgebiet
Das 28,071 km² große Einzugsgebiet wird über Ahr und Rhein zur Nordsee entwässert.

### Zuflüsse
| Stat. in km | Name            | GKZ        | Lage   | Länge in km | EZG in km² | Mündung  | Mündungshöhe in m ü. NHN |
| ----------- | --------------- | ---------- | ------ | ----------- | ---------- | -------- | ------------------------ |
| 007,60      | Odenbach        | 271816-18  | links0 | 005,3400    | 0002,8800  | Alendorf | 45400000                 |
| 006,60      | Rohrtaler Bach  | 271816-192 | links0 | 001,4990    | ?          | Alendorf | 43400000                 |
| 006,50      | Wammesbach      | 271816-32  | rechts | 004,3040    | 0006,4960  |          | 43200000                 |
| 005,20      | Mirbach         | 271816-4   | rechts | 003,9530    | 0005,3830  |          | 41300000                 |
| 003,00      | Wierstaler Bach | 271816-92  | links0 | 002,6370    | ?          |          | 38900000                 |

Anmerkungen zur Tabelle
1. ↑  Gewässerkennzahl, in Deutschland die amtliche Fließgewässerkennziffer mit zur besseren Lesbarkeit eingefügtem Trenner hinter dem Präfix, das einheitlich für den allen gemeinsamen Vorfluter Lampertsbach steht.
2. ↑  Im GeoExplorer der Wasserwirtschaftsverwaltung Rheinland-Pfalz (Hinweise) wird der Wammesbach als Quellfluss des Lampertsbachs angegeben, nicht der Frömmelsbach, insofern unterscheiden sich auch die Gewässerkennzahlen.

## Bachschwinde

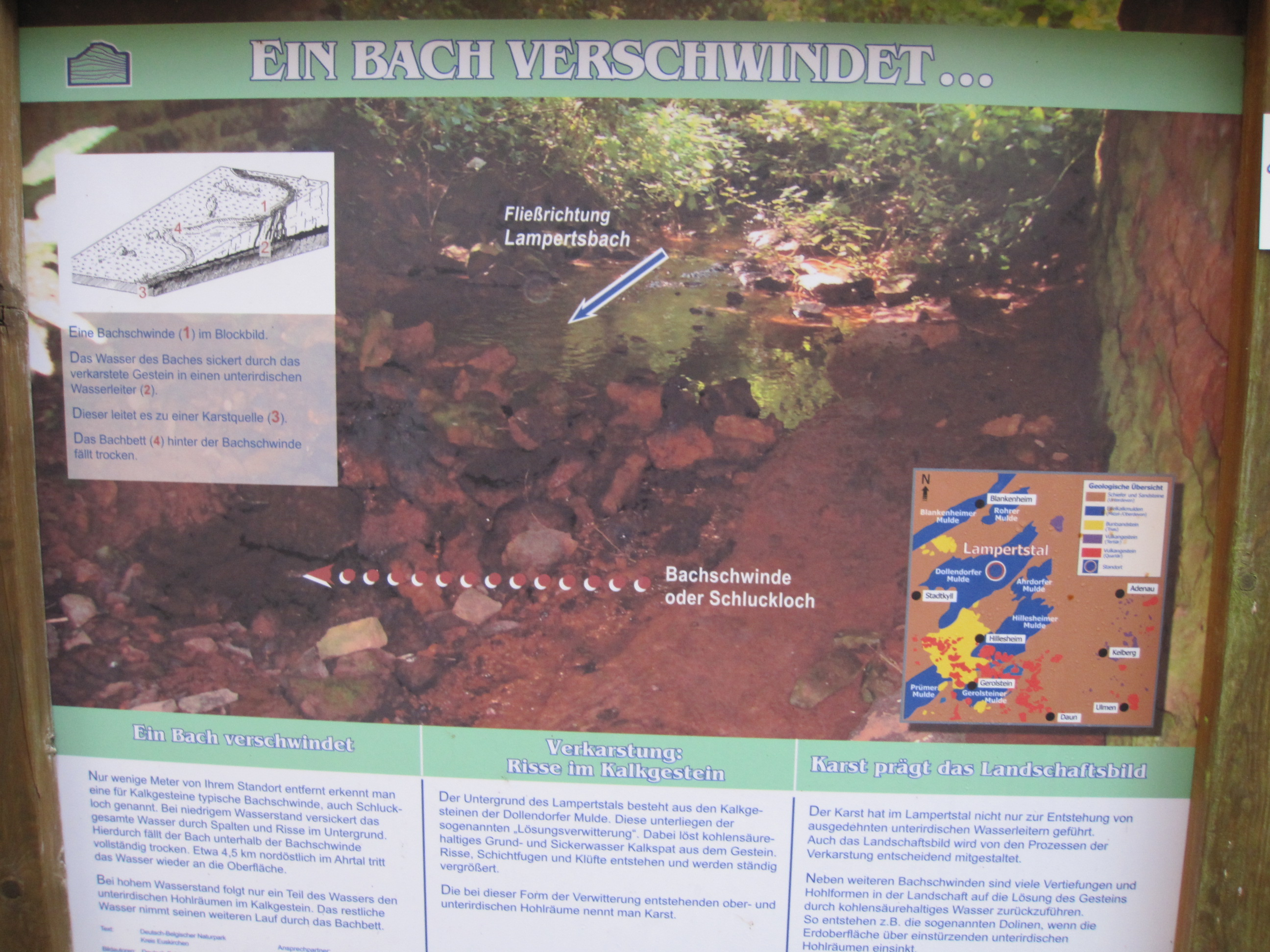
Tafel Bachschwinde

Der Lampertsbach verfügt über eine Besonderheit: eine sogenannte Bachschwinde. Unter einer Brücke ist der Untergrund so stark zerklüftet, dass ein großer Teil des Wassers nach unten fließt. Bei niedrigen Wasserstand „verschwindet“ der Bach vollständig.